# Якобс, Ариэль
Ариэль Якобс (нидерл. Ariël Jacobs, родился 25 июля 1953 года в Вилворде, Бельгия) — бельгийский футбольный тренер и футболист. Последним местом работы как тренера был французский «Валансьен».

## Биография
Поиграв на позиции нападающего в клубах «Дигем Спорт», «Халле» и «Диест», в 1984 году он стал играющим тренером «Дигем Спорт». Он также занимал различные должности в Бельгийской футбольной ассоциации с 1982 по 1997 год. В частности Якобс работал с молодёжной сборной и тренировал судей высшей лиги, а также был ассистентом Вильфрида ван Мура и Жоржа Лекенса, тренеров основной сборной Бельгии.
В 1998 году он был назначен главным тренером «Моленбека». В течение года он работал и с клубом, и со сборной, но потом решил сосредоточиться исключительно на клубе. В 2000 году он покинул команду и ждал год, чтобы найти другой клуб. В октябре 2001 года по приглашению президента клуба Филиппо Гаона он стал тренером «Ла-Лувьера». Клуб показывал плохие результаты, набрав одно очко в семи матчах, это стало причиной увольнения Дэниэла Леклерка, предшественника Якобса. Ариэлю удалось избежать вылета и вывести клуб на 11-е место. В следующем сезоне клуб занял 15-е место в лиге, но тем не менее не был понижен в классе. Зато команда достигла успеха в кубке Бельгии. 1 июня 2003 года на стадионе короля Бодуэна, «Ла-Лувьер» Якобса обыграл «Сент-Трюйден» со счётом 3:1, это был первый и единственный крупный трофей в истории клуба. Эта победа позволила клубу участвовать в Кубке УЕФА 2003/04, где команда померялась силами с «Бенфикой». Домашний матч завершился вничью 1:1, но затем последовало поражение с минимальным счётом на «Эштадиу да Луж». То, что команда дала бой европейскому гранду, мотивировало игроков на успешный чемпионат. «Ла-Лувьер» финишировал на восьмом месте в общем зачёте. Во время своего пребывания с «Ла-Лувьером» Якобс сформировал группу опытных игроков, таких как Дидье Эрнст, Бенуа Тэнс, Ив Бьюлянкс, Даниэль Камю, Доменико Оливьери, Тьерри Сикуэт и Дэви Курман. Но в то же время он воспитал много молодых талантов, таких как Манассе Ишиаку, Даре Нибомбе, Огучи Оньеву, Питер Одемвингие и Сильвио Прото.
После трёх лет в Эно Якобс присоединился к «Генку» в качестве технического директора. Он занимал эту должность в течение двух сезонов, а затем стал тренером «Локерена». Переход в новый клуб был менее успешным, и в октябре 2006 года он был уволен, через несколько месяцев после подписания контракта. В феврале 2007 года он возглавил «Мускрон», ему удалось сохранить клуб в первом дивизионе, но его контракт не был продлён.
В июне он был нанят в качестве помощника тренера «Андерлехта». 12 ноября он был назначен главным тренером после увольнения Франки Веркаутерена. В конце сезона он выиграл кубок Бельгии и два сезона подряд занимал второе место в чемпионате. 30 октября 2009 года он продлил свой контракт до конца сезона 2011/12. После того, как «Андерлехт» выиграл чемпионат в 2010 году, он был признан тренером года в Бельгии.
13 мая 2012 года после победы в новом чемпионате он объявил о своём уходе из «Андерлехт». Это решение было согласовано с руководством клуба, и, по словам президента Роджера Вандена Стока, это было «решение причины, а не сердца». За этим решением стояли давление СМИ и непризнание частью фанатской общественности.
22 июня 2012 года он подписал двухлетний контракт с «Копенгагеном», вице-чемпионом Суперлиги Дании. Он заменил Карстена Йенсена, ставшего спортивным директором. Он выиграл чемпионат сезона 2012/13 и таким образом получил право на выход в групповой этап Лиги чемпионов 2013/14.
21 августа 2013 года вследствие плохих результатов в начале чемпионата (два очка в пяти играх) он был уволен датским клубом и заменён норвежцем Столе Сольбаккеном. 14 октября 2013 года он был назначен тренером «Валансьена» из Лиги 1. Однако он не смог спасти клуб от вылета в Лигу 2, команда набрала 29 очков и демонстрировала неутешительные результаты (в частности, поражение со счётом 6:2 от «Нанта»). Клуб страдал от серьёзных финансовых проблем и даже был под угрозой потери профессионального статуса. 10 июля 2014 года Якобс расторг контракт с «Валенсьеном» по взаимному согласию.